# Exploratorium

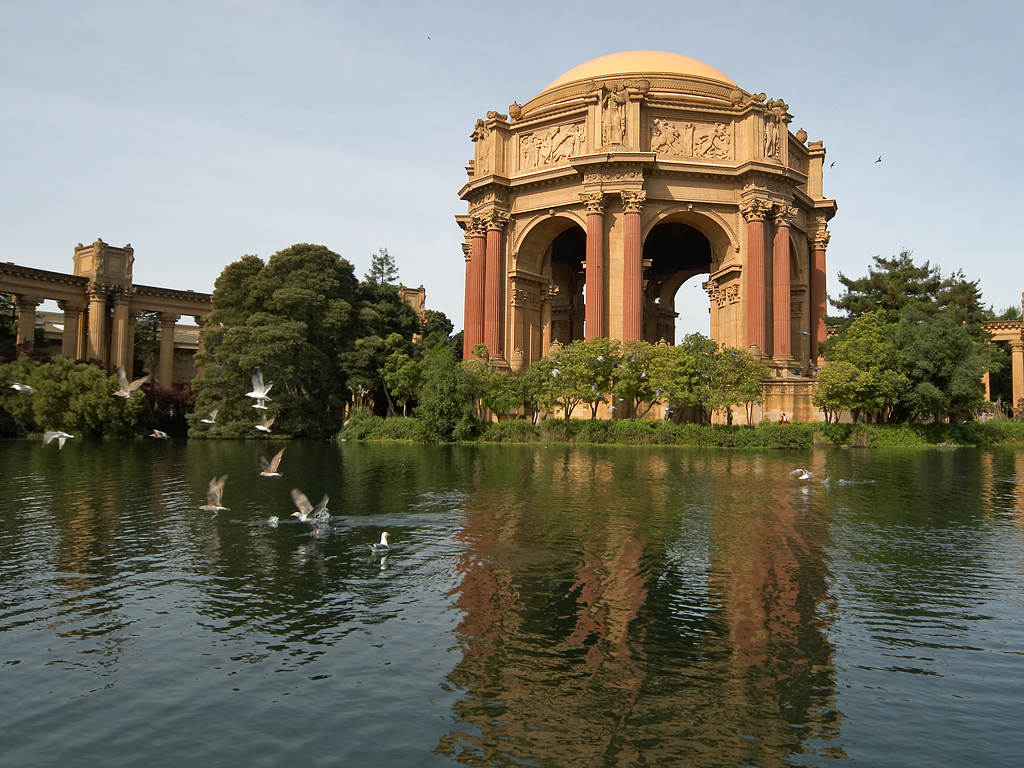
L'Exploratorium était auparavant situé dans l'enceinte du « Palace of Fine Arts »

L'Exploratorium est un musée de la science et de la technologie, dans le Marina District à San Francisco (Californie - États-Unis).

## Un musée de la science et de la technologie
Il faisait partie du « Palace of Fine Arts » (Palais des Beaux-Arts) jusqu'au mois d'avril 2013 avant de déménager sur les quais : Pier 15. C'est un des musées les plus populaires de San Francisco avec plus de 500 000 visiteurs, dont de nombreux élèves de l'agglomération.
Il a été créé en 1969 par le physicien Frank Oppenheimer, le jeune frère de Robert Oppenheimer. Il a été dirigé par Goéry Delacôte, un physicien français, entre 1991 et 2005.

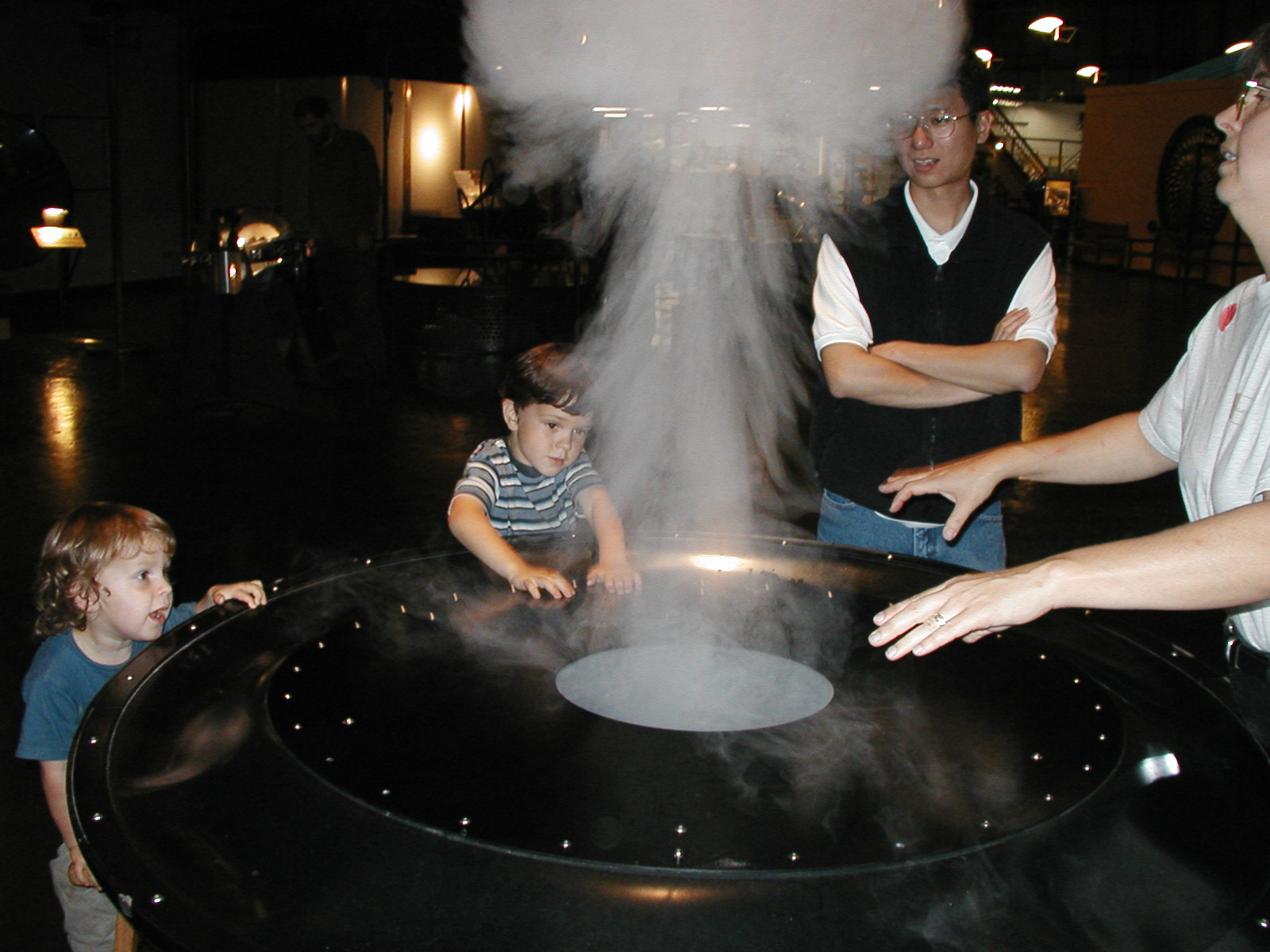
Nuage de brouillard en forme de champignon

L'Exploratorium veut enseigner la science par des expositions interactives. La plupart de ces expositions sont conçues et réalisées aussi bien par des artistes que par des scientifiques ou des enseignants.
L'Exploratorium maintient un site web qui propose de nombreuses manipulations scientifiques. Ce site a reçu cinq récompenses du « Webby Award » depuis 1997.